# Lorenzo Valla

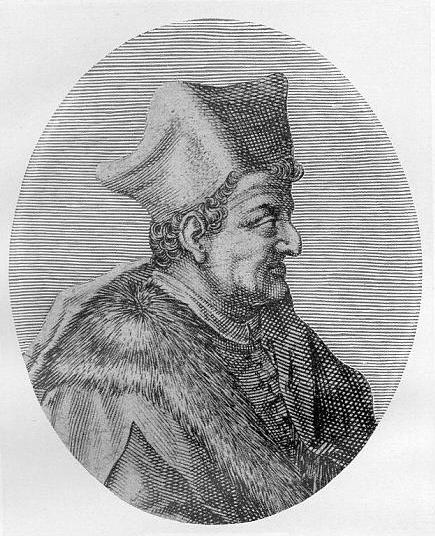
Lorenzo Valla, illustration från 1500-talet

Lorenzo Valla (latin: Laurentius Valla), född omkring 1406 i Rom i Kyrkostaten, död 1 augusti 1457 i samma stad, var en italiensk humanist, filolog och retoriker. Han är mest känd för att han genom historisk-kritisk textanalys ha bevisat att Konstantinska donationen var en förfalskning.

## Biografi
Som medlem av en familj med kopplingar till kurian, fick Lorenzo Valla en god utbildning i Rom under bland andra Leonardo Bruni och Poggio Bracciolini. Han hoppades kunna efterträda en släkting som påvlig sekreterare, men hindrades, troligen på grund av opposition från meningsmotståndare i frågan om Quintilianus kvalitet. År 1431 flyttade han till Pavia där han hade en tjänst som lärare i retorik. Samma år blev han prästvigd.[källa behövs] Två år senare tvingades han fly då han åter igen hamnat i konflikt, den gången med jurister då han kritiserat Bartolus de Saxoferratos språkbruk. Efter en tids resande fick han år 1435 anställning vid Alfons V av Aragoniens hov som privatsekreterare. Trots bristen på böcker och andra humanister var han mycket produktiv under denna del av sin karriär.
Den epikureiska skriften De Voluptate gav Lorenzo Valla berömmelse, men var präglad av paganism varför han råkade i onåd hos kyrkan. De Elegantiis Latinae Linguae var även den originell då den behandlade klassiska latinska texter på ett kritiskt sätt vilket skulle fullföljas i den senare humanismens källkritik och estetik.
Lorenzo Valla är främst känd för att ha grundat den moderna textkritiken, då han 1439 i sin essä De falso credita et ementita Constantini donatione declamatio och 1440 i Constitutum Constantini kunde bevisa att Donatio Constantini var en förfalskning. Vidare bevisade han att en passage i Första Johannesbrevet 5:7 om Treenigheten är ett tillägg som gjorts i efterhand. 
Dokumentet Donatio Constantini var utformat som ett brev från Konstantin den store till påven Sylvester I, och meddelar att påven botat kejsaren från spetälska varför kejsaren överlämnar den världsliga makten till kyrkan. Detta dokument hade åberopats som kontrakt i Rom som gällde för att kyrkan rätteligen innehade statsmakten, men hade orsakat en splittring mellan Rom och Bysans som inte trodde på dess äkthet. Det var dock vanligt att konstruera falska dokument för att legitimera rådande ordning, varför Lorenzo Vallas upptäckt inte fick alltför långtgående konsekvenser för statens del.
Under senare delen av hans liv hamnade han i skarpa ordväxlingar med andra humanister - en av de mer uppmärksammade var med historiografen Gian Francesco Poggio Bracciolini. Dispyterna trycktes och finns bevarade.